# غنی‌سازی اورانیوم

جزء اورانیم-۲۳۸ (آبی) و جزء اورانیوم-۲۳۵ (قرمز)

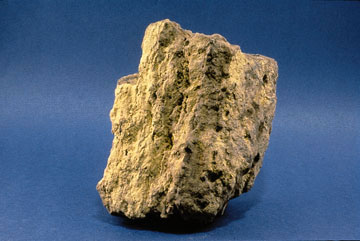
کانسنگ اورانیوم

غنی‌سازی اورانیوم عملی است که به‌واسطهٔ آن در یک تودهٔ اورانیوم طبیعی مقدار ایزوتوپ ۲۳۵U بیشتر و مقدار ایزوتوپ ۲۳۸U کم‌تر شود. غنی‌سازی اورانیوم یکی از مراحل چرخهٔ سوخت هسته‌ای است.
اورانیوم طبیعی (که به‌شکل اکسید اورانیوم است) شامل ۹۹٫۳٪ از ایزوتوپ ۲۳۸U و ۰٫۷٪ از ۲۳۵U است. ایزوتوپ ۲۳۵U اورانیوم قابل شکافت و مناسب برای بمب‌ها و نیروگاه‌های هسته‌ای است.
۲۳۸U باقی‌مانده را اورانیوم ضعیف‌شده می‌نامند و نوعی زباله اتمی است. به‌خاطر سختی زیاد و آتش‌گیری و ویژگی‌های دیگر، از آن در ساختن گلوله‌های ضد زره استفاده می‌کنند. اورانیوم ضعیف‌شده نیز همچنان پرتوزا است.

## انواع اورانیوم
«اورانیوم با غنای پایین» که میزان ۲۳۵U آن کم‌تر از ۲۰٪ ولی بیشتر از ۰/۷٪ است. سوخت بیشتر نیروگاه‌های هسته‌ای بین ۳ تا ۵ درصد ۲۳۵U است.
«اورانیوم با غنای بالا» که ۲۳۵U در آن بیشتر از ۲۰٪ و حتی در مواردی بیش از ۹۸٪ است و مناسب برای کاربردهای نظامی و ساخت بمب‌های هسته‌ای است.

## گستردگی در جهان
براساس گزارش آژانس انرژی اتمی، کشورهای ایالات متحده آمریکا، روسیه، چین، فرانسه، ایتالیا، بلژیک، اسپانیا، آلمان، هلند، انگلستان، ژاپن و ایران در قالب شش سازمان قادر به غنی‌سازی اورانیوم در حدّ تجاری هستند. هند و پاکستان با درصد غنی‌سازی پایین‌تر، آرژانتین به‌صورت غیرفعال و همچنین برزیل و ایران قادر به غنی‌سازی اورانیوم هستند. ایران اعلام کرده‌است که اکنون غنی سازی ۶۰ درصد انجام می‌دهد. لیبی در سال ۲۰۰۳ پس از یک دهه، غنی‌سازی را متوقف کرد.

## مراحل پیش از غنی‌سازی

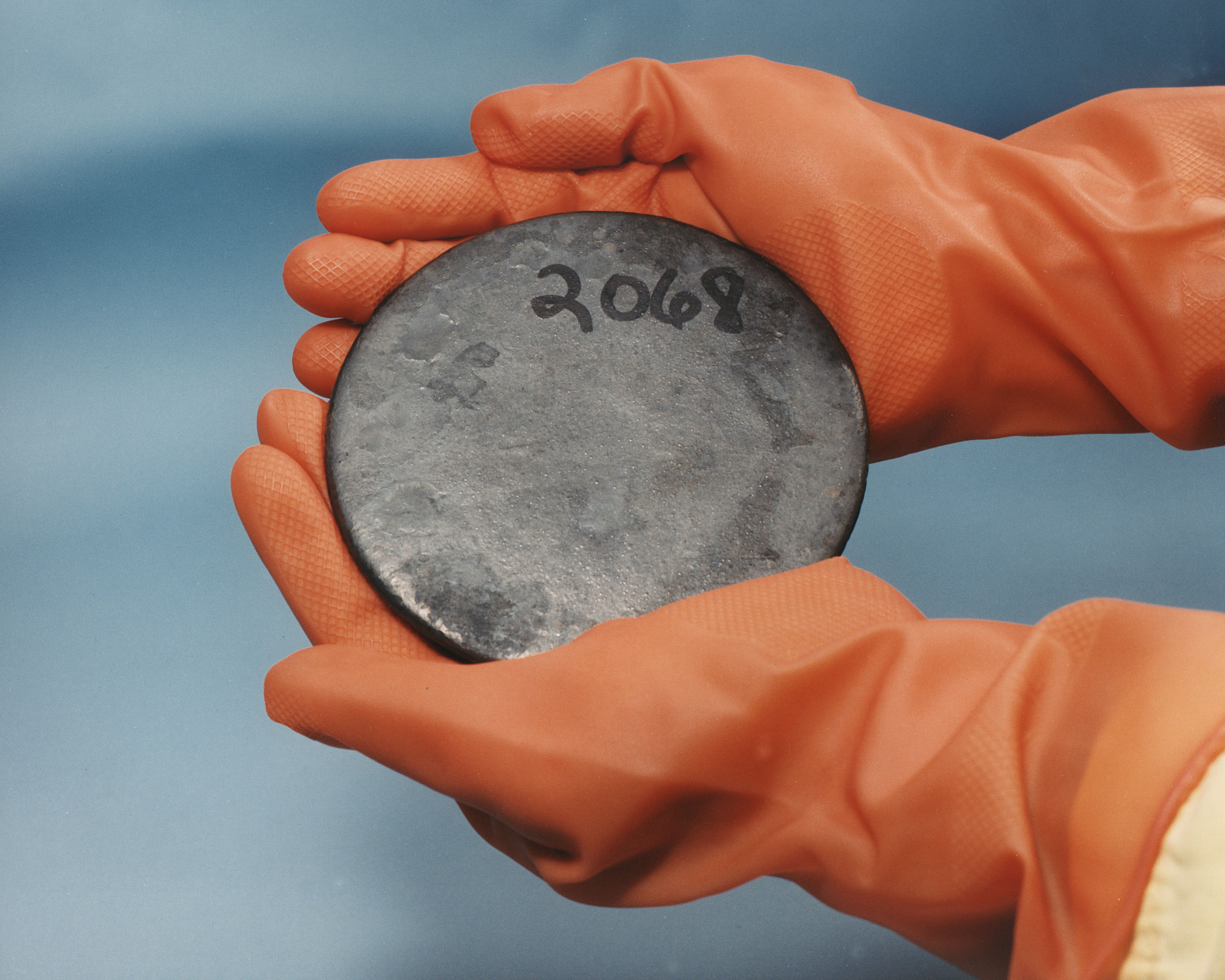
یک شمش اورانیوم بسیار غنی شده که از ضایعات فرآوری شده در کارخانه مجتمع امنیت ملی Y-12 بازیابی شده است.

چرخه سوخت هسته‌ای شامل فرآیندهای مختلفی است که منجر به تبدیل «سنگ معدن اورانیوم» به سوخت مورد استفاده در نیروگاه‌های هسته‌ای می‌شود. مجموعه این مراحل، چرخه سوخت هسته‌ای نام دارد که غنی‌سازی اورانیوم یکی از مراحل آن است.
مراحل چرخه سوخت هسته‌ای عبارتند از:
۱. اکتشاف ۲. استخراج ۳. آسیاب کردن ۴. تبدیل کردن ۵. غنی سازی ۶. ساخت میله‌های سوخت ۷. مدیریت سوخت هسته‌ای در قلب رآکتور ۸. مدیریت پسماندهای راکتور
اکتشاف و استخراج:
اولین قدم در چرخه سوخت هسته‌ای، شناسایی و اکتشاف اورانیوم برای تهیه سوخت رآکتورهای هسته‌ای است. اورانیوم به رنگ سفید مایل به نقره‌ای، سنگین، فلزی و رادیواکتیو است و به رغم تصور عام، فراوانی آن در طبیعت حتی از عناصری از قبیل جیوه، طلا و نقره نیز بیشتر است. هنگامی که معدن اورانیوم شناسایی شد بسته به ویژگی آن از یکی از روش‌های روزمینی، زیرزمینی یا تصفیه در معدن برای استخراج اورانیوم استفاده می‌شود.
البته روش‌های بالا تنها منبع به دست آوردن اورانیوم نیست. عنصر اورانیوم در طبیعت به صورت ترکیبات شیمیایی مختلف از جمله اکسید اورانیوم، سیلیکات اورانیوم یا فسفات اورانیوم و به صورت مخلوط با ترکیباتی از عناصر دیگر یافت می‌شود.
در میان کشورهای مختلف جهان، استرالیا دارای بزرگ‌ترین معادن اورانیوم است و کشورهای قزاقستان، کانادا، آفریقای جنوبی، نامیبیا، برزیل، افغانستان و روسیه نیز از معادن بزرگی برخوردارند.
آسیاب و تبدیل:
در سنگ معدن استخراج شده، اورانیوم طی فرایندهای مکانیکی و شیمیایی از دیگر عناصر جدا می‌شود؛ به این ترتیب که سنگ معدن اورانیوم ابتدا در دستگاه‌های مخصوصی خرد و آسیاب می‌گردد، سپس طی یک فرایند شیمیایی شامل حل کردن در سولفوریک اسید و رسوب دهی در الکترولایزر اکسید جامد خالص‌سازی می‌شود و به‌صورت یک حالت جامد به هم پیوسته درمی‌آید، که آن را کیک زرد (U3O8) می‌نامند. کیک زرد شامل ۷۰٪ اورانیوم بوده و دارای خواص رادیواکتیو یا پرتوزایی است. کیک زرد جامد است، ولی در مرحله بعد (غنی سازی) از تکنولوژی ویژه‌ای استفاده می‌شود که نیازمند حالت گازی است؛ بنابراین برای تبدیل کنسانتره اکسید اورانیوم جامد (U3O8) به گاز اورانیوم هگزافلوراید (UF6)، مراحل زیر صورت می‌گیرد:
ابتدا روی کیک زرد کنترل کیفیت اندازه ذرات کنسانتره و سیالیت آن انجام می‌شود. سپس جهت تولید پودر UO2 از کیک زرد (U3O8) عملیات انحلال، استخراج، رسوب‌گیری UC9 و احیاء انجام می‌شود و برای تبدیل UO2 به UF6 (نمک سبز) با فلوئوریک اسید (HF) آن را ترکیب می‌کنند تا UF4 به دست آید. سپس UF4 را با گاز فلوئور (9F) فلوریناسیون می‌کنند تا در نهایت اورانیوم هگزافلوراید (UF6) به دست آید، که خوراک دستگاه سانتریفوژ گازی است و در آنجا غنی سازی می‌شود.

## غنی‌سازی اورانیوم
اورانیوم-۲۳۵ مهم‌ترین ماده مورد نیاز رآکتور هسته‌ای (برای شکافته شدن و تولید انرژی) است. اما مشکل کار اینجاست که اورانیوم استخراج شده از معدن، ترکیبی از ایزوتوپ‌های مختلف از جمله دو ایزوتوپ مهم و پایدار اورانیوم ۲۳۵ و اورانیوم ۲۳۸ می‌باشد. به‌طوری که از این مخلوط سهم ایزوتوپ۲۳۵ حدود هفت دهم درصد است و برای کاربردی شدن آن در صنعت هسته‌ای باید غلظت آن بین ۲ تا ۵ درصد باشد بنابراین لازم است غنی‌سازی شود. ایزوتوپ‌های اورانیوم می‌توانند از هم جدا بشوند تا نسبت یک ایزوتوپ بر دیگری افزایش یابد. این فرایند غنی‌سازی نام دارد.

### غنی‌سازی با دستگاه سانتریفیوژ

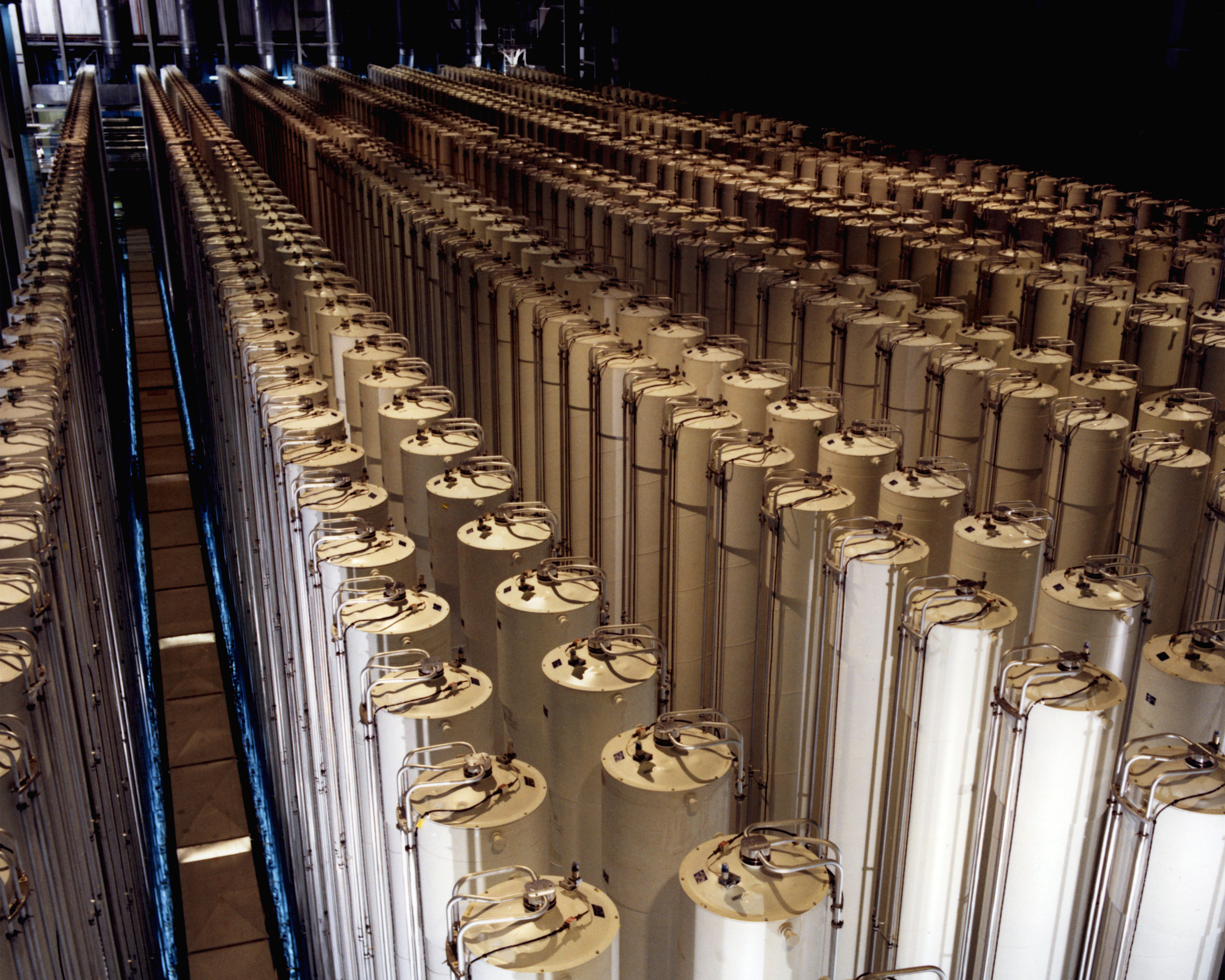
اتصال سری سانتریفیوژهای گازی در یک کارخانهٔ غنی‌سازی در آمریکا

سانتریفیوژ دستگاهی است که برای جداسازی مواد از یکدیگر بر اساس وزن آن‌ها استفاده می‌شود. این دستگاه مواد را با سرعت زیاد حول یک محور به گردش درمی‌آورد و مواد متناسب با وزنی که دارند از محور فاصله می‌گیرند. در واقع در این روش برای جداسازی مواد از یکدیگر از شتاب ناشی از نیروی گریز از مرکز استفاده می‌شود. کاربرد عمومی این دستگاه برای جداسازی مایع از مایع یا مایع از جامد است. سانتریفیوژهایی که برای غنی سازی اورانیوم استفاده می‌شود حالت خاصی دارند که برای گاز تهیه شده‌اند که به آن‌ها Hyper-Centrifuge گفته می‌شود. پیش از آنکه دانشمندان از این روش برای غنی سازی اورانیوم استفاده کنند، از تکنولوژی خاصی بنام Gaseous Diffusion به معنی پخش و توزیع گازی استفاده می‌کردند.
سانتریفیوژ
گردش سریع سیلندر، نیروی گریز از مرکز بسیار قوی تولید می‌کند و طی آن مولکولهای سنگینتر (آنهایی که شامل ایزوتوپ اورانیوم ۲۳۸ هستند) از مرکز محور گردش دورتر می‌گردند و برعکس آن‌ها که مولکولهای سبکتری دارند (حاوی ایزوتوپ (اورانیوم ۲۳۵) بیشتر حول محور سانتریفیوژ قرار می‌گیرند. در غنی سازی اورانیوم با روش سانتریفوژ گازی، از تعداد زیادی سیلندر دوار که به صورت موازی و سری کنارهم قرار داده شده‌اند استفاده می‌شود.
سانتریفیوژ دستگاه استوانه‌ای شکلی است که درست مثل توربین هواپیما پره‌هایی در وسط آن وجود دارد این پره‌ها در هر دقیقه بیش از یک صد هزار گردش دارند در نتیجه این چرخش اورانیوم سنگین روی دیواره آخری سانتریفیوژ قرار می‌گیرد و اورانیوم سبک در کنار آن می‌نشیند باید هزاران سانتریفیوژ در کنار هم قرار بگیرند تا ما بتوانیم اورانیوم را غنی کنیم یعنی با یک یا چند سانتریفیوژ نمی‌توان اورانیوم را غنی کرد.

### غنی‌سازی با لیزر
در این روش، با استفاده از لیزر، اورانیوم‌های ۲۳۵ را باردار و با میدان مغناطیسی از هم جدا می‌کنند.
روش لیزر جهت جداسازی ایزوتوپ‌ها ابتدا در دوران جنگ جهانی دوم مورد استفاده قرار گرفت. اگر بخواهیم در بین همة روش‌های غنی‌سازی، این روش را مقایسه کنیم، باید اذعان کنیم که نسبت به دیگر روش‌ها توفیق زیادی به‌دست نیاورده‌است. قابلیت تنظیم طول موج در لیزرهای رنگی امکان استفاده از این روش را برای جداسازی ایزوتوپ‌های مختلف یک عنصر ایجاد کرده‌است. جابجایی بینابی ایزوتوپ‌های هر عنصری، از جمله اورانیوم، اساس جداسازی در روش لیزر را تشکیل می‌دهد. دو نوع متفاوت جداسازی با لیزر وجود دارد، یکی جداسازی اتمی و دیگری جداسازی مولکولی. برای جداسازی در روش اتمی، فرایند یونش فوتونی چند مرحله‌ای بکار گرفته و در حین این مراحل، بخار اورانیوم با لیزرهای با طول موج متفاوت یونیزه می‌شود، سپس اتم‌های مورد نظر به روش الکترومغناطیسی جذب خواهند گردید. علت استفاده چند مرحله‌ای در فرایند جداسازی اتمی محدودیت بازده لیزرهای رنگی قابل تنظیم است. در روش جداسازی مولکولی از فرایندهای فاز گازی استفاده شده و از فازهای مایع و جامد که در آن‌ها اثر ایزوتوپی تحت تأثیر گستردگی خطوط انرژی بیناب قرار می‌گیرد اجتناب گردیده‌است.

## واحد کار جداسازی
«کار جداسازی» یا سو-Separative work unit- میزان جداسازی که در یک فرایند غنی‌سازی را گویند که تابعی از غلظت مادهٔ غنی نشده، غنی شده و تفاله است و با واحدهایی متناسب با ورودی کل (انرژی/ زمان عملکرد ماشین) و جرم بیان می‌شود. کار جداسازی همان انرژی نیست؛ و برای یک مقدار مشابه واحد کار بسته به کارایی روش جداسازی انرژی متفاوتی نیاز دارد. واحدهای کار جداسازی: SWU و kg SW یا kg UTA (از واژهٔ آلمانیِ Urantrennarbeit؛ تحت‌اللفظی به معنی کار جداسازی اورانیوم)
- 1SWU = 1 kg SW = 1 kg UTA
- 1kSWU = 1 tSW = 1 t UTA
- 1MSWU = 1 ktSW = 1 kt UTA